# Simon Vestdijk
Simon Vestdijk, född 17 oktober 1898 i Harlingen, död 23 mars 1971 i Utrecht, var en nederländsk författare.
Förutom 52 romaner, han skrev också mycket poesi, essäer och berättelser. Under många år har Vestdijk nominerats till Nobelpriset.
Under den tyska ockupationen var han länge gisslan. Han led av depression nästan hela sitt liv. 
Vestdijks psykologiska romaner utspelas ofta i exotiska miljöer eller i forna tider.